# Törley-kastély (Andrásnépe)
A Törley-kastély (szerbül Дворац породице Терлеи / Dvorac porodice Terlei) Andrásnépe  határában található, nevét egykori építtetőjéről, Törley Gyula magyar közgazdászról és nagybirtokosról kapta.

## Története
A kastélyt 1882-ben eklektikus stílusban építtette a híres budafoki pezsgőgyáros, Törley József testvére, Gyula. A birtokot, amelyen a kastély épült a Vojnits családtól vásárolta. Törley Gyula amellett, hogy a helyi mezőgazdaságot irányította, lótenyésztéssel is foglalkozott.
A kastély jelenleg étteremként és szállodaként működik, kereszt alaprajzú épületében egy a lótenyésztést bemutató kiállítás is helyet kapott.